# バンダイチャンネルキッズ
バンダイチャンネルキッズは、バンダイチャンネルとUSENの共同により、2006年11月2日から2008年7月4日までサービスを提供していた、子供向けに特化したインターネット上のアニメ無料配信サイト。配信にはGyaOのシステムを利用しており、視聴するためにはGyaOの視聴登録が必要となっていた。

## 配信作品
- POPEE THE ぱフォーマー
- サルゲッチュ
- デルトラクエスト
- ネポス・ナポス
- ふしぎ星の☆ふたご姫
- あずまんが大王
- アルプスの少女ハイジ
- ディノブレイカー
- SDガンダムフォース
- さぁイコー! たまごっち